# Acanthascus dowlingi
Acanthascus dowlingi är en svampdjursart som beskrevs av Lawrence Morris Lambe 1893. Acanthascus dowlingi ingår i släktet Acanthascus och familjen Rossellidae. Inga underarter finns listade i Catalogue of Life.